# Faja corrida y plegada del Marañón

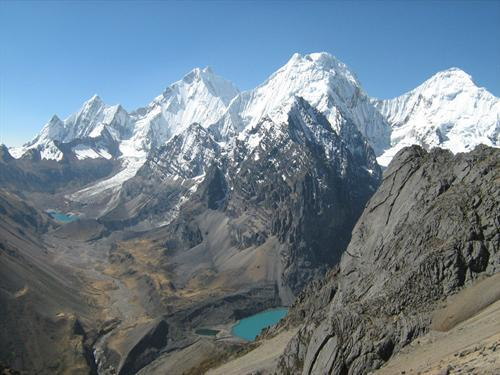
Los estratos plegados en la Cordillera de Huayhuash en la foto son parte de la faja corrida y plegada del Marañón.

La faja corrida y plegada del Marañón es un cinturón de rocas deformadas de orientación noroeste-sureste  y un largo aproximado de 1,000 kilómetros ubicado en los Andes del centro de Perú. La formación de la faja, hace millones de años atrás, define la Fase Incaica de la orogenia andina.
Antes de la deformación y el solevantamiento, las rocas que formaban la faja corrida y plegada del Marañón constituían el relleno de una cuenca marina de retroarco que existía en el Mesozoico y era paralela a la costa actual. La falla de Chonta con buzamiento al oeste existió como una falla normal dentro de esta cuenca y permitió la subsidencia continua de la cuenca y la acumulación de sedimentos en el Mesozoico. El inicio de la orogenia andina causó primero que la cuenca se elevara y se secara al mismo tiempo que lechos rojos que se depositaban en su parte oriental. Tras esto, la cuenca sedimentaria estuvo sujeta a una inversión tectónica extrema. Durante la deformación, la Falla de Chonta actuó como una barrera que "represó" el plegamiento y cabalgamiento de los estratos al oeste de la misma. Esto hace que la falla defina los límites de dos estilos diferentes de deformación de piel delgada dentro de la correa. La falla se reactivó como una falla inversa durante la inversión de la cuenca en el Eoceno.

## Erosión, mineralización, intrusión y enterramiento
La discordancia que atraviesa la faja corrida y plegada del Marañón muestra que la Fase Incaica de la orogenia andina terminó hace no más de 33 millones de años en el Oligoceno temprano. Por encima de esta discordancia, el cinturón está cubierto por rocas volcánicas del Eoceno tardío al Mioceno. Partes del cinturón están intruídas por plutones del Batolito Costero Peruano. Hay varias mineralizaciones de metales base y metales preciosos en la faja, siendo particularmente comunes a lo largo de la Falla de Chonta. La mayoría de las mineralizaciones son de tipo epitermal, pórfido o skarn. Los metales minerales más comunes en las mineralizaciones del cinturón son zinc, cobre, oro, plomo, tungsteno y plata.